# Bibliotieka dla cztienija
Bibliotieka dla cztienija (ros. Библиотека для чтения) – rosyjski miesięcznik społeczno-literacki wydawany w Petersburgu w latach 1834–1865. 

## Tematyka
Periodyk obejmował tematykę związaną z rozwojem przemysłu i rolnictwa, popularyzował wiedzę dotyczącą osiągnięć nauki i sztuki, informował o ważnych wydarzeniach kulturalnych oraz zapoznawał czytelników z utworami współczesnej kultury rosyjskiej i obcej. Ukazywały się także recenzje wydawanych na rosyjskim rynku publikacji.

## Redaktorzy
Pierwszym redaktorem w latach 1834–1848 był Józef Sękowski (zrusyfikowany Polak, znawca języków wschodnich), początkowo z Nikołajem Grieczem.
Kolejni redaktorzy:
- 1848–1856: Adalbert Starczewski
- 1856–1860: Aleksandr Drużynin
- 1860–1863: Aleksiej Pisiemski
- 1863–1865: Piotr Boborykin